# 3rd Bass
3rd Bass er en 80-90'er Hip Hop-trio, der blev dannet i 1987 af de to hvide MC's Serch og Prime Minister Pete Nice, der hurtigt fik selskab af den sorte DJ Richie Rich. Den bebrillede b-boy MC Serch fra Queens havde tidligere gjort sig bemærket som battle-rapper, mens Brooklyn-drengen Pete Nice var berygtet for sine skarpe tekster, der var stærkt inspireret af hans fortid som litteraturstuderende ved Columbia University.
Inspireret af produceren Sam Sever og Stetsasonic-medlemmet Prince Paul udgav 3rd Bass i 1989 det anmelderroste album The Cactus Album. Albummet indeholdt bl.a. singlerne Steppin' to the A.M., Brooklyn-Queens og ikke mindst den humoristiske The Gasface, der var med til at skaffe 3rd Bass en stor fanskare blandt både hvide og sorte.
På albummet Derelicts of Dialect fra 1990 tog 3rd Bass til en vis grad afstand fra deres crossover-succes. Det kunne især høres på gruppens hit-single Pop Goes the Weasel, hvor både teksten og den medfølgende video tog klar afstand til Vanilla Ice og andre hvide wanna-bees. Efterfølgende gik 3rd Bass i opløsning, hvilket dog ikke forhindrede de to rappere i at udgive plader. MC Serch udgav Return of the Product, men Pete Nice i selskab med DJ Richie Rich udgav albummet Dust to Dust.
I dag er MC Serch direktør for pladeselskabet Wild Pitch, mens Pete Nice har sin egen baseball-udstyrs-butik.